# True Love (canção de Coldplay)
"True Love" é uma canção escrita pela banda britânica de rock alternativo Coldplay. A canção foi originalmente gravada para seu sexto álbum de estúdio Ghost Stories (2014), onde aparece como a quarta faixa. Foi gravada pela Parlophone como terceiro single do álbum em 14 de agosto de 2014. A canção foi escrita por Guy Berryman, Jonny Buckland, Will Champion e Chris Martin e produzido por Coldplay, Paul Epworth, Daniel Green and Rik Simpson, enquanto o produtor musical norte-americano Timbaland fornecida bateria adicional.
A instrumentação principal da canção consiste em ritmos pesados, sintetizadores dançantes  e chafurdar seqüências de notas. Ela também possui um solo de guitarra. Liricamente, "True Love" fala sobre dor de cabeça e como o protagonista não pode suportar a dor de perder sua amante. A letra da música foi destinada a ser sobre o divórcio de Martin com sua ex-esposa Gwyneth Paltrow, um tema recorrente em todo o álbum. Martin afirmou que "True Love" é faixa favorita da banda que já escreveram.
A canção recebeu aclamação geral da maioria dos críticos de música, que elogiaram a honestidade crua da canção e sua letra, que eram vistas como assombração e dolorosamente verdadeira. Comercialmente bem sucedido na Bélgica e na Holanda, "True Love" não entrou no UK Singles Chart. O videoclipe da música foi dirigido por Jonas Åkerlund, que também dirigiu o vídeo de "Magic". Foi filmado em Los Angeles e centros em torno de um conto de dois forasteiros, interpretado por Martin e a atriz canadense Jessica Lucas.

## Antecedentes e lançamento
Após o sucesso de seu quinto álbum de estúdio, Mylo Xyloto (2011), que vendeu mais de 8 milhões de cópias em todo o mundo e gerou o hit singles "Paradise" e "Princess of China", Coldplay planejou lançar um disco mais despojado. O vocalista Chris Martin afirmou que o álbum é sobre "a própria vida e todas as suas saturações gloriosas", enquanto os críticos salientaram que foi inspirado no divórcio de Martin com a atriz Gwyneth Paltrow, "Ghost Stories", sendo considerado como um álbum de "separação". Martin elaborou: "Até um certo ponto na minha vida, eu não era completamente vulnerável e isso causou alguns problemas. Se você não deixar amor em seguida, você não pode voltar. Então, o que significa 'Ghost Stories' para mim é como, você tem de se abrir para o amor e se você realmente se abre, claro que será doloroso às vezes, mas então será ótimo em algum ponto."
Em 4 de agosto de 2014, a banda anunciou "True Love" como terceiro single do álbum, junto com sua arte, que foi criada pelo artista Mila Fürstová. A canção foi lançada oficialmente em 14 de agosto de 2014. Sobre a decisão de lançar "True Love" como um single, Martin comentou: "Ás vezes vamos escolher um single, sabendo que não encaixa como singles devem soar ou fazer o som. Toda a nossa filosofia, especialmente recentemente, tem sido a seguir nossa intuição. Se sentimos que este registro deve ser um pouco menor e não deveria ser um single, em seguida, o seguimos, e depois nos preocupamos com as consequências. Ele completou:
| “ | Acho que escolhendo 'True Love', como um single é, provavelmente, o mesmo tipo de coisa. De alguma forma me completa o trio de coisas que queremos para representar o álbum." | ” |

## Composição e produção

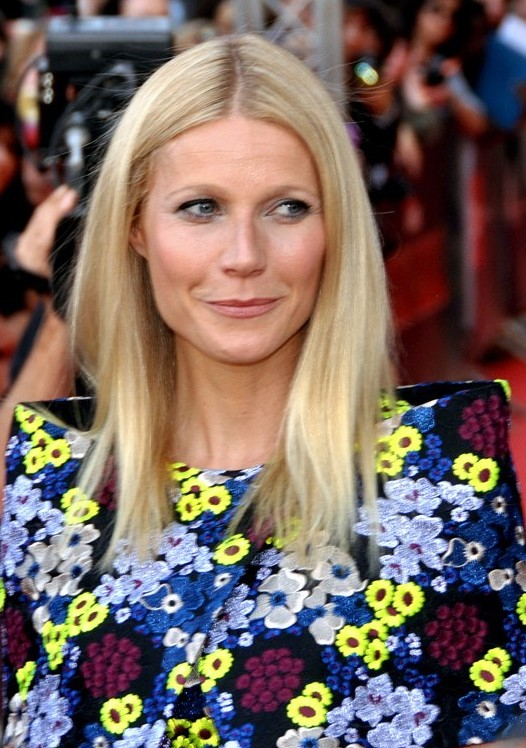
A letra de "True Love" é supostamente sobre o divórcio de Chris Martin com Gwyneth Paltrow.

"True Love" foi escrita por Guy Berryman, Jonny Buckland, Will Champion e Chris Martin e produzido por Coldplay, Paul Epworth, Daniel Green and Rik Simpson. O produtor musical norte-americano Timbaland fornecia bateria adicional, enquanto David Rossi organizava as cordas. A canção foi escrita na tonalidade de sol maior, com um ritmo moderado de 120 batidas por minuto. A voz de Martin varia da nota baixa de Mi4 para a nota alta de Sol6.. Sua instrumentação consiste em ritmos pesados, danças sintetizadoras e cordas de chafurdar. Chris DeVille da Stereogum observou que a canção tem "Timbaland aparecendo para adicionar um 'Apologize'-estilo sentimentalismo excessivo" e "um solo de guitarra triste."
Liricamente, "True Love" aborda temas de corações partidos, com Martin atacando mentiras alegadas de sua amante, mesmo quanto as tensões para trazer de volta os velhos sentimentos: "E eu gostaria que você me deixasse saber / o que realmente está acontecendo abaixo / perdi você agora, você me deixou ir / mas pela última vez / me diga que me ama," ele canta. No refrão, a verdade é dolorosa demais para suportar, então o cantor instrui seu parceiro, "Diga-me que me ama / se não, então minta/ Oh, minta para mim."

## Recepção crítica
"True Love" recebeu a aclamação da maioria dos críticos de música, que passaram a elogiar sua letra e instrumentação. Caryn Ganz da Rolling Stone que sentiu da canção "dessintonizado, o berrante solo de guitarra é mais chocante do álbum, mas em última análise, mais satisfatório o momento sonoro. Provavelmente não é a música de que Martin queria escrever, mas é a que ele necessita agora." Jason Lipshutz da Billboard observou que "True Love" faz a banda "talvez entregar a canção mais triste do álbum [...] como Martin ecoa suas frases -- 'Diga-me que me ama, se não, então minta' -- para criar um senso de implorar." Stephanie Benson da Spin escreveu que a faixa "culmina com um mal-humorado, solo de guitarra lânguida em linha reta fora da sedução manual de John Mayer". Matthew Horton da NME observou que "o coração verdadeiro de 'Ghost Stories' é [...] as texturas dubstep agitadas de 'True Love', onde Martin canta com uma voz rouca e baixa, 'uma última vez / Diga que me ama', e todos começamos a sentir o seu próprio vazio."
Mack Hayden da Paste Magazine chamou "o maior momento de Coldplay no álbum é quando Martin canta 'Diga que me ama / Se não, então minta'. É esse tipo de romantismo ferido que fez 'A Rush of Blood to the Head', um álbum tão maravilhoso, e é bom vê-lo de volta aqui." Josh Terry da Consequence of Sound também observou que a letra é "um de seus melhores versos," notando que "são palavras devastadoras". Stephen Thomas Erlewine do allmusic alegou que a adição de Timbaland "deu a 'Ghost Stories' um mecanismo eletrônico que enfraquece a reputação do Coldplay como uma banda de rock alternativo sem nunca sugerir que o grupo é aventureiro." Jamieson Cox do tempo elogiou "a percussão saltitante que impulsiona a chorona [faixa]," enquanto Larry Fitzmaurice do Pitchfork nomeou uma "balada de Spandau Ballet." Adam Silverstein da Digital Spy que escreveu a canção "transcendente" "atinge você como uma greve de Magneto."

## Videoclipe
O videoclipe da música foi dirigido por Jonas Åkerlund, que também dirigiu o vídeo de "Magic". Foi filmado em Los Angeles e estreou em 22 de agosto de 2014. O vídeo é estrelado por Chris Martin e a atriz canadense Jessica Lucas. Centros em torno de um conto de dois forasteiros amantes de balé e a mensagem por trás do videoclipe é sobre "apesar dos obstáculos bloqueando o nosso acesso, 'tudo é possível'." De acordo com Åkerlund, o vídeo "surgiu da mesma maneira que fez 'Magic'. Uma coisa que eu disse no início era o que eu queria que fosse muito diferente do tom de 'Magic'. Mas relacionados de alguma forma porque tem uma história."

### Sinopse
O videoclipe começa com Martin em roupa de gordo junto a estação de ônibus, percebendo que ele nunca poderia atravessar a porta, engata em um passeio na parte traseira do ônibus em um skate para o seu destino, que é um teatro de Los Angeles onde há um ensaio de balé.Mais tarde, uma bailarina aspirante também presa em uma roupa de gorda ao longo de uma audição onde uma linha de dançarinos esbeltos lhe dão olhares de esguelha. Entrega sobre seu papel e pede para fazer um teste. Por causa de sua aparência, ela obtém um retumbante "não" e em vez disso, vai para o calçadão de Venice Beach, em Los Angeles, onde, apesar de seu grande tamanho, danças para a satisfação do seu coração. O personagem rotunda de Chris obtém um emprego subalterno como zelador e joga lixo na lixeira antes de seu 'chefe' sair do beco e o chutar de volta ao trabalho. A casa da bailarina é um trailer e ela se estatela para baixo na cadeira para descansar e sonhar acordada. Enquanto isso, de volta no teatro, os bailarinos estão ensaiando e passos de Chris no fundo com seu balde até que o diretor grita, 'Desculpe-me!'. Um funcionário dos correios traz a garota um convite do teatro, enquanto Chris é mostrado regando as plantas e dançando em seu próprio palco improvisado que ele criou lá fora no telhado do edifício. O letreiro brilha 'Grande Estreia de Balé' enquanto a garota tenta encontrar um lugar na plateia. Mais tarde, lágrimas vêm aos os olhos dela enquanto assistia os parceiros rodopiarem no palco, mas quando o show acabou, ela não pode sair de sua cadeira. Então, Chris dança no palco com seu parceiro, e a garota é compelida a se juntar a ele em um baile deles fazendo uma combinação perfeita.

## Lista de faixas
| - Download digital 1. "True Love" — 4:06 | - Download digital (Davide Rossi Remix) 1. "True Love" (Davide Rossi) — 4:42 |

## Pessoal
Adaptado do encarte de Ghost Stories.
| Coldplay - Guy Berryman – baixo elétrico, teclado - Jonny Buckland – guitarra, teclado - Will Champion – bateria, programação - Chris Martin – vocal, piano Músicos adicionais - Timothy Mosley – bateria adicional - Davide Rossi – cordas (arrangamento) | Pessoal técnico - Paul Epworth – produção - Rik Simpson – produção - Daniel Green – produção Pessoal artístico - Mila Fürstová – Arte da capa |

## Paradas
| Paradas (2014)                                          | Melhor posição |
| ------------------------------------------------------- | -------------- |
| Bélgica (Ultratip Bubbling Under de Flandres)           | 3              |
| Bélgica (Ultratip Bubbling Under da Valônia)            | 12             |
| Netherlands (Tipparade)                                 | 6              |
| UK Singles (Official Charts Company)                    | 180            |
| Estados Unidos (Billboard Hot Rock & Alternative Songs) | 42             |

## Histórico de lançamento
| País      | Data                  | Formato                               | Gravadora  |
| --------- | --------------------- | ------------------------------------- | ---------- |
| Austrália | 14 de agosto de 2014  | Download digital                      | Parlophone |
| Austrália | 1 de dezembro de 2014 | Download digital (Davide Rossi Remix) | Parlophone |